# Sadie Dupuis
Sadie Dupuis (1989 –) amerikai költő és zenész, a Speedy Ortiz énekese és gitárosa, a Quilty egykori tagja.
2016 novemberében jelent meg első szólólemeze (Slugger), amelyet Sad13 név alatt adott ki.

## Élete
Dupuis a zenével gyerekkorában ismerkedett meg; kórustag volt és zongorán is játszott. Középiskolai évei alatt az intézményi kórussal nemzetközi fellépéseik is voltak. Gitározni 13 évesen tanult meg, 14 évesen pedig egy évet tanult a connecticuti Kentben található Kent School felkészítőben, majd a szintén connecticuti Washington városában lévő Shepaug Valley High Schoolban érettségizett. Később mind diákként, mind oktatóként részt vett a Buck's Rock Performing and Creative Arts Campon; ennek hatására később a Speed Ortiz adománygyűjtést rendezett a Girls Rock Camp számára.
Sadie két évig tanult az MIT-n, ahol matematika- és zene szakon tanult, majd az egyetemi lapnak köszönhetően az újságírás iránt kezdett érdeklődni. Miután abbahagyta itteni tanulmányait, a Barnard Főiskolán végzett költészet szakon. Mielőtt a zenének szentelte volna életét, szabadúszó íróként és tanárként dolgozott, illetve a Massachusettsi Egyetem amhersti kihelyezett tagozatán képzőművészeti mesterdiplomát szerzett.
Édesapja, William D. Kornreich a ZE Records, a Buddah Records és a United Artists kiadók számára kutatott fel új tehetségeket, valamint a Rock and Roll Hall of Fame finanszírozását is segítette.

## Pályafutása
Sadie Dupuis 2011 során a Very Fish tagja, Cindy Lou Gooden által alapított, Pavement-feldolgozásokat játszó Babement lánybanda tagja volt, akik „csak néhányszor” léptek fel. Dupuis későbbi együttese, a Quilty két albumot jelentetett meg; mindkettő kiadója a Cooling Pie Records. A tagok 2012-ben szétváltak, mivel Sadie inkább a Speedy Ortizzal szeretett volna foglalkozni. Másik együttese, a Dark Warble ugyanebben az évben kiadta Moon is Trouble című középlemezét.
Dupuis első, a Speedy Ortiz neve alatt megjelenő dalát (Ka-Prow!) a 2011-es Buck's Rock Performing and Creative Arts Camp során írta, ahol a résztvevőknek dalszövegírást tanított; az itt elkészült alkotásokból jelent meg ugyanezen évben a Cop Kicker demófelvétel. Amikor második, Foil Deer című stúdióalbumukat készültek kiadni, Sadie Dupuis felmondott korábbi munkahelyén. Az énekes háttérénekesként az Ovlovval is együtt dolgozott.
Az énekes vegán, és eszerint alakítja fellépéseit is. 2016 januárjában Sad13 álnév alatt az alternatív hiphopelőadóval, Lizzoval dolgozott a Basement Queens dalon, majd novemberben ezen név alatt szólólemezt adott ki.

## Fordítás
- Ez a szócikk részben vagy egészben  a   Sadie Dupuis című angol Wikipédia-szócikk ezen változatának fordításán alapul.  Az eredeti cikk szerkesztőit annak laptörténete sorolja fel. Ez a jelzés csupán a megfogalmazás eredetét és a szerzői jogokat jelzi, nem szolgál a cikkben szereplő információk forrásmegjelöléseként.